# Chiesa di Sant'Ambrogio (Brugherio)
La chiesa di Sant'Ambrogio è un edificio annesso all'omonima cascina, presente sul territorio di Brugherio.

## Storia

### Le origini: Sant'Ambrogio e Santa Marcellina

#### Ilcoenobiume le reliquie
Secondo la tradizione orale e letteraria, l'area su cui sorge attualmente la cascina e la chiesetta era occupata, nel IV secolo, da una villa di proprietà del vescovo di Milano, Ambrogio. Questi, volendo che la sorella Marcellina avesse a disposizione, insieme ad altre nobili vergini che si erano consacrate alla castità, un luogo adatto per la contemplazione e la preghiera, decise di donarle questo terreno. Ambrogio era solito ritirarsi in questi luoghi per meditare e scrivere, conversando e diffondendo la fede cristiana insieme alla sorella nei villaggi di campagna, ovvero nei pagi:
(Luigi Biraghi, Vita di Santa Marcellina, 1867)
Ambrogio, in segno di affetto, avrebbe donato una parte delle Reliquie dei Magi (giunte a Milano come dono dell'imperatore al vescovo Eustorgio) alla sorella, reliquie che sarebbero state conservate con devozione nel corso dei secoli, finché non furono "ritrovate" dal cardinale Federico Borromeo e traslate nella chiesa parrocchiale. Della presenza di Marcellina in un luogo fuori Milano ne parla anche Francesco Petrarca nel suo De vita solitaria, sostenendo che avesse trovato requie su di un sito ove, all'epoca del soggiorno meneghino del poeta laureato, sorgeva una "Chiesa di Sant'Ambrogio Ad Nemus".

### Le testimonianze della Chiesa dal XVI al XVIII secolo

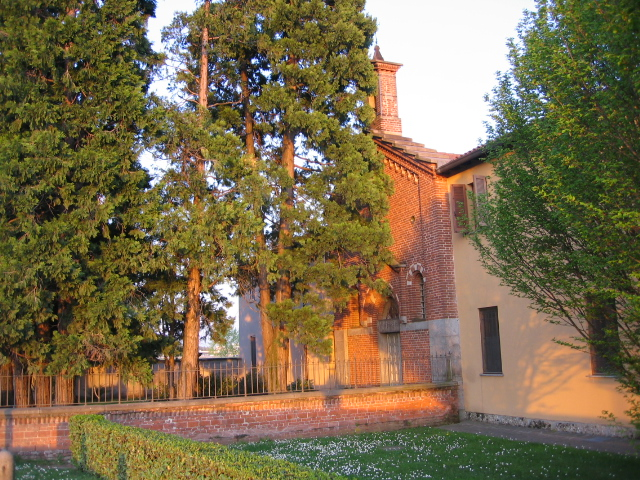
Chiesa di Sant'Ambrogio al tramonto

Attraverso una scarna documentazione archivistica, sappiamo che il complesso del monastero era appartenuto ad una serie di ordini religiosi: benedettine, agostiniane ed infine umiliate e che, sul sito dell'attuale chiesa, ce ne doveva essere un'altra risalente al XII secolo. Queste ultime, nel 1539, si trasferirono nel monastero di Santa Caterina la Chiusa di Milano, mantenendo sempre la proprietà del monastero, con tutti i benefici e i diritti che ne conseguivano. Tra i beni del complesso monastico, quasi sicuramente, c'era anche una cappella ove le monache si ritiravano per la preghiera. La deduzione trova attendibilità in base alla relazione della visita pastorale tenuta dal cardinale Federico nel 1596 ove si parla, quasi con taglio antitetico, da un lato del precario stato architettonico (che verrà risolto con una serie di restauri fino al 1621), dall'altro della ricchezza degli arredi sacri che essa conteneva. La chiesa sarà presente anche nelle mappe realizzate del Catasto Teresiano del 1763, in cui compare un edificio direttamente posto lungo la strada (attuale Via dei Mille) che collega con Carugate.

### Il XIX secolo e il restauro del 1886
In seguito alla soppressione degli ordini monastici da parte di Napoleone Bonaparte, la cascina con l'annessa chiesa fu venduta a vari proprietari terrieri. La chiesetta fu restaurata, come si espliciterà meglio nella sezione dedicata all'aspetto artistico e architettonico, nel 1886. Fu in tale occasione furono rinvenuti alle pareti affreschi del XIV secolo, raffiguranti sant'Ambrogio tra i fratelli Satiro e Marcellina e i santi martiri Sebastiano e Fabiano papa.

### Tra '900 e anni 2000
Nel corso del XX secolo, l'anno 1953 è significativo per la Chiesa. In occasione del 1600º anniversario della velatio di Marcellina, i proprietari della Cascina, i signori Cavajoni-Bologna, decisero di apportare una serie di ristrutturazioni agli affreschi della chiesa e alla realizzazione della lunetta che campeggia sulla facciata. Le celebrazioni culminarono il 31 ottobre, quando l'abate mitrato di Sant'Ambrogio di Milano, Monsignor Ennio Bernasconi, giunse sul luogo e tessé l'elogio non solo di Marcellina e dei suoi fratelli, ma anche la cura con cui i proprietari si preoccuparono di restaurare l'edificio. Seguirono altri restauri di minore portata nel 1959. Al giorno d'oggi, il piccolo luogo di culto è oggetto d'interesse di varie iniziative culturali, tra cui spicca quella di "Ville Aperte", volta a riscoprire le bellezze di Monza e della Brianza. La Chiesa e l'omonima cascina, infatti, sono state incluse nell'edizione 2009.

## Arte e architettura

### La facciata dopo il restauro del 1886
L'edificio che tutt'oggi possiamo osservare da Via Dei Mille risale, per l'aspetto esteriore, alla fine del XIX secolo. Nel 1886 il proprietario del cascinale di S. Ambrogio era Ercole Gnecchi, il quale restaurò la chiesa decadente. In primo luogo, il Gnecchi si occupò di rifare la facciata, ora in laterizio secondo lo stile lombardo. La facciata è divisa da una cornice marcapiano in due sezioni: la parte superiore presenta al centro una lunetta raffigurante sant'Ambrogio benedicente contornata da un arco a tutto sesto e, al fianco di tale lunetta, vi sono posizione due monofore a tutto sesto, il tutto sormontato da un timpano appena accennato; la parte inferiore della facciata presenta il portale a strombatura. Per architrave è stato usato quello originario di stile paleocristiano, raffigurante al centro una croce greca, affiancata dai simboli degli evangelisti Marco (Leone) e Giovanni (Aquila). Numerosi sono i riferimenti alla basilica di Sant'Ambrogio di Milano: il timpano e la facciata in laterizio. Il timpano della facciata è sormontato da una piccola torre.

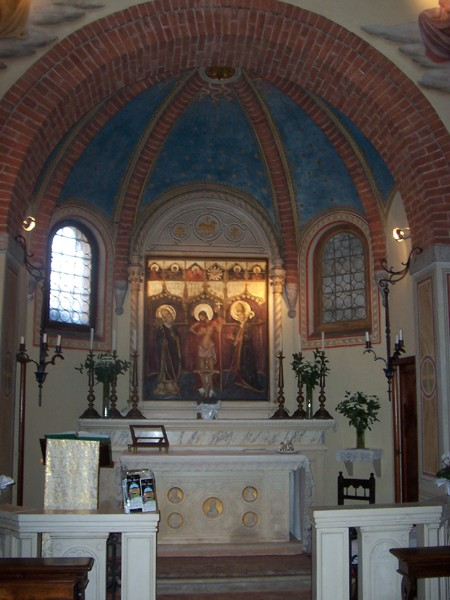
Interno della chiesa, particolare del presbiterio con una copia della Pala di Giusto di Ravensburg.

### Elementi architettonici interni
La pianta della chiesa è caratterizzata da una piccola navata absidata, coperta da una volta a capanna sostenuta da capriate lignee aventi orditure decorate. La pavimentazione è realizzata di pianelle di laterizio, mentre le pareti sono tinteggiate di un sobrio color pergamena, rifinite con zoccolo a riquadri policromi. L'altare è preceduto da un arco a tutto sesto e sul timpano che si trova sopra l'arco ove sono raffigurati ai lati due angeli oranti dove compare un ovale che racchiude la croce raggiata Salus mundi. La volta del presbiterio è decorata da spicchi azzurri stellati e costole di mattoni. Il presbiterio racchiude sotto di sé un altare realizzato in pietra. Il presbiterio è separato dal resto della chiesa da una balaustra in stile gotico, realizzato della stessa pietra dell'altare.

### Affreschi e dipinti

#### Gli affreschi parietali: il restauro del 1953
In occasione del restauro del 1953, il team guidato dal prof. Franco Milani fece rinvenire alla luce alcuni affreschi parietali risalenti al secolo XV. Il primo (sulla parete di sinistra) raffigura san Fabiano Papa e san Sebastiano, mentre il secondo (sulla parete di destra) i tre fratelli santi Ambrogio, Marcellina e Satiro. Gli affreschi, al momento dell'inizio dei lavori, si presentavano danneggiati dall'umidità e coperti da strati di calce. Quest'ultimo atto era compiuto come gesto di prevenzione igienica in occasione di epidemie, col risultato di danneggiare gravemente l'opera. Oltre a ciò, nel corso del tempo grossi squarci e profonde fenditure intaccarono alcune parti dell'intonaco, danneggiando ulteriormente gli affreschi. A seguito del ritrovamento, i restauratori ritennero necessario un accurato rinsaldamento delle crepe ed un consolidamento degli intonaci. Gli affreschi si presentano in discreto stato di conservazione, rappresentati da gamme di cromie chiare, mostrando un effetto decorativo che preannuncia la soave cromia lombarda quattrocentesca.

#### Considerazioni
Conclusosi il restauro, gli storici dell'arte hanno messo in rilievo alcune analogie e/o caratteristiche particolari. In primo luogo, appare molto interessante il modello iconografico usato per raffigurare il vescovo Ambrogio: non più vecchio, ma imberbe e giovanile come il san Sebastiano raffigurato al suo fianco. Gli stilemi utilizzati per gli affreschi parietali e per le decorazioni nel complesso si avvicinano maggiormente alla sensibilità gotica (per esempio, gli ornati posti sopra la Pala sull'altare sono di stile gotico) Si può approssimare deducendo che l'artista si fosse formato sugli stilemi pittorici provenienti dall'area centro-settentrionale dell'Europa, ancorati ancora sullo stile gotico, ma poi addolciti attraverso le prime lezioni giottesche lombarde, esattamente come l'autore della cosiddetta Pala di Giusto di Ravensburg.